# 19.ª etapa del Giro de Italia 2022
La 19.ª etapa del Giro de Italia 2022 tuvo lugar el 27 de mayo de 2022 entre Marano Lagunare y Santuario di Castelmonte sobre un recorrido de 178 km. El vencedor fue el neerlandés Koen Bouwman del equipo Jumbo-Visma y el ecuatoriano Richard Carapaz mantuvo el liderato una jornada más.

## Clasificación de la etapa
| Marano Lagunare - Santuario di Castelmonte | etapa de media montaña | (178 km) |

| \| Clasificación de la etapa \| Clasificación de la etapa \| Clasificación de la etapa \| Clasificación de la etapa \| Clasificación de la etapa \| \| Ciclista \| Ciclista \| Equipo \| Tiempo \| \| \| ------------------------- \| ------------------------- \| ------------------------- \| ------------------------- \| ------------------------- \| \| 1.º \| Koen Bouwman \| Jumbo-Visma \| 4 h 32 min 55 s \| \| \| 2.º \| Mauro Schmid \| Quick-Step Alpha Vinyl \| + 0 s \| \| \| 3.º \| Alessandro Tonelli \| Bardiani CSF Faizanè \| + 3 s \| \| \| 4.º \| Attila Valter \| Groupama-FDJ \| + 6 s \| \| \| 5.º \| Andrea Vendrame \| AG2R Citroën Team \| + 10 s \| \| \| 6.º \| Tobias Bayer \| Alpecin-Fenix \| + 2 min 45 s \| \| \| 7.º \| Guillaume Martin \| Cofidis \| + 3 min 49 s \| \| \| 8.º \| Richard Carapaz \| Ineos Grenadiers \| + 3 min 56 s \| \| \| 9.º \| Jai Hindley \| Bora-Hansgrohe \| + 3 min 56 s \| \| \| 10.º \| Mikel Landa \| Bahrain Victorious \| + 3 min 56 s \| \| |                    |                        |                 |
| |                    |                        |                 |
| Fuente: ProCyclingStats |                    |                        |                 |
| Clasificación de la etapa |                    |                        |                 |
| Ciclista | Ciclista           | Equipo                 | Tiempo          |
| 1.º | Koen Bouwman       | Jumbo-Visma            | 4 h 32 min 55 s |
| 2.º | Mauro Schmid       | Quick-Step Alpha Vinyl | + 0 s           |
| 3.º | Alessandro Tonelli | Bardiani CSF Faizanè   | + 3 s           |
| 4.º | Attila Valter      | Groupama-FDJ           | + 6 s           |
| 5.º | Andrea Vendrame    | AG2R Citroën Team      | + 10 s          |
| 6.º | Tobias Bayer       | Alpecin-Fenix          | + 2 min 45 s    |
| 7.º | Guillaume Martin   | Cofidis                | + 3 min 49 s    |
| 8.º | Richard Carapaz    | Ineos Grenadiers       | + 3 min 56 s    |
| 9.º | Jai Hindley        | Bora-Hansgrohe         | + 3 min 56 s    |
| 10.º | Mikel Landa        | Bahrain Victorious     | + 3 min 56 s    |

## Clasificaciones al final de la etapa

### Clasificación general(Maglia Rosa)
| \| Clasificación general \| Clasificación general \| Clasificación general \| Clasificación general \| Clasificación general \| \| Ciclista \| Ciclista \| Equipo \| Tiempo \| \| \| --------------------- \| --------------------- \| ---------------------------------- \| --------------------- \| --------------------- \| \| 1.º \| Richard Carapaz \| Ineos Grenadiers \| 81 h 18 min 12 s \| \| \| 2.º \| Jai Hindley \| Bora-Hansgrohe \| + 3 s \| \| \| 3.º \| Mikel Landa \| Bahrain Victorious \| + 1 min 05 s \| \| \| 4.º \| Vincenzo Nibali \| Astana Qazaqstan Team \| + 5 min 53 s \| \| \| 5.º \| Pello Bilbao \| Bahrain Victorious \| + 6 min 22 s \| \| \| 6.º \| Jan Hirt \| Intermarché-Wanty-Gobert Matériaux \| + 7 min 15 s \| \| \| 7.º \| Emanuel Buchmann \| Bora-Hansgrohe \| + 8 min 21 s \| \| \| 8.º \| Domenico Pozzovivo \| Intermarché-Wanty-Gobert Matériaux \| + 12 min 55 s \| \| \| 9.º \| Juan Pedro López \| Trek-Segafredo \| + 15 min 29 s \| \| \| 10.º \| Hugh Carthy \| EF Education-EasyPost \| + 17 min 10 s \| \| |                    |                                    |                  |
| |                    |                                    |                  |
| Fuente: ProCyclingStats |                    |                                    |                  |
| Clasificación general |                    |                                    |                  |
| Ciclista | Ciclista           | Equipo                             | Tiempo           |
| 1.º | Richard Carapaz    | Ineos Grenadiers                   | 81 h 18 min 12 s |
| 2.º | Jai Hindley        | Bora-Hansgrohe                     | + 3 s            |
| 3.º | Mikel Landa        | Bahrain Victorious                 | + 1 min 05 s     |
| 4.º | Vincenzo Nibali    | Astana Qazaqstan Team              | + 5 min 53 s     |
| 5.º | Pello Bilbao       | Bahrain Victorious                 | + 6 min 22 s     |
| 6.º | Jan Hirt           | Intermarché-Wanty-Gobert Matériaux | + 7 min 15 s     |
| 7.º | Emanuel Buchmann   | Bora-Hansgrohe                     | + 8 min 21 s     |
| 8.º | Domenico Pozzovivo | Intermarché-Wanty-Gobert Matériaux | + 12 min 55 s    |
| 9.º | Juan Pedro López   | Trek-Segafredo                     | + 15 min 29 s    |
| 10.º | Hugh Carthy        | EF Education-EasyPost              | + 17 min 10 s    |

### Clasificación por puntos(Maglia Ciclamino)
| Clasificación por puntos | Clasificación por puntos | Clasificación por puntos        | Clasificación por puntos | Clasificación por puntos |
| Ciclista                 | Ciclista                 | Equipo                          | Puntos                   |                          |
| ------------------------ | ------------------------ | ------------------------------- | ------------------------ | ------------------------ |
| 1.º                      | Arnaud Démare            | Groupama-FDJ                    | 254 pts                  |                          |
| 2.º                      | Fernando Gaviria         | UAE Team Emirates               | 136 pts                  |                          |
| 3.º                      | Mark Cavendish           | Quick-Step Alpha Vinyl          | 132 pts                  |                          |
| 4.º                      | Mathieu van der Poel     | Alpecin-Fenix                   | 96 pts                   |                          |
| 5.º                      | Alberto Dainese          | Team DSM                        | 95 pts                   |                          |
| 6.º                      | Dries De Bondt           | Alpecin-Fenix                   | 83 pts                   |                          |
| 7.º                      | Simone Consonni          | Cofidis                         | 73 pts                   |                          |
| 8.º                      | Phil Bauhaus             | Bahrain Victorious              | 72 pts                   |                          |
| 9.º                      | Koen Bouwman             | Jumbo-Visma                     | 71 pts                   |                          |
| 10.º                     | Filippo Tagliani         | Drone Hopper-Androni Giocattoli | 70 pts                   |                          |

### Clasificación de la montaña(Maglia Azzurra)
| Clasificación de la montaña | Clasificación de la montaña | Clasificación de la montaña        | Clasificación de la montaña | Clasificación de la montaña |
| Ciclista                    | Ciclista                    | Equipo                             | Puntos                      |                             |
| --------------------------- | --------------------------- | ---------------------------------- | --------------------------- | --------------------------- |
| 1.º                         | Koen Bouwman                | Jumbo-Visma                        | 294 pts                     |                             |
| 2.º                         | Giulio Ciccone              | Trek-Segafredo                     | 103 pts                     |                             |
| 3.º                         | Diego Rosa                  | Eolo-Kometa                        | 94 pts                      |                             |
| 4.º                         | Jai Hindley                 | Bora-Hansgrohe                     | 74 pts                      |                             |
| 5.º                         | Lennard Kämna               | Bora-Hansgrohe                     | 74 pts                      |                             |
| 6.º                         | Santiago Buitrago           | Bahrain Victorious                 | 71 pts                      |                             |
| 7.º                         | Richard Carapaz             | Ineos Grenadiers                   | 65 pts                      |                             |
| 8.º                         | Jan Hirt                    | Intermarché-Wanty-Gobert Matériaux | 57 pts                      |                             |
| 9.º                         | Gijs Leemreize              | Jumbo-Visma                        | 47 pts                      |                             |
| 10.º                        | Wilco Kelderman             | Bora-Hansgrohe                     | 42 pts                      |                             |

### Clasificación de los jóvenes(Maglia Bianca)
| Clasificación del mejor joven | Clasificación del mejor joven | Clasificación del mejor joven | Clasificación del mejor joven | Clasificación del mejor joven |
| Ciclista                      | Ciclista                      | Equipo                        | Tiempo                        |                               |
| ----------------------------- | ----------------------------- | ----------------------------- | ----------------------------- | ----------------------------- |
| 1.º                           | Juan Pedro López              | Trek-Segafredo                | 81 h 33 min 41 s              |                               |
| 2.º                           | Santiago Buitrago             | Bahrain Victorious            | + 5 min 11 s                  |                               |
| 3.º                           | Pavel Sivakov                 | Ineos Grenadiers              | + 18 min 32 s                 |                               |
| 4.º                           | Thymen Arensman               | Team DSM                      | + 28 min 55 s                 |                               |
| 5.º                           | Luca Covili                   | Bardiani CSF Faizanè          | + 1 h 02 min 37 s             |                               |
| 6.º                           | Mauri Vansevenant             | Quick-Step Alpha Vinyl        | + 1 h 31 min 00 s             |                               |
| 7.º                           | Vadim Pronskiy                | Astana Qazaqstan Team         | + 1 h 39 min 57 s             |                               |
| 8.º                           | Gijs Leemreize                | Jumbo-Visma                   | + 1 h 43 min 23 s             |                               |
| 9.º                           | Attila Valter                 | Groupama-FDJ                  | + 1 h 44 min 54 s             |                               |
| 10.º                          | Jhonatan Narváez              | Ineos Grenadiers              | + 1 h 58 min 03 s             |                               |

### Clasificación por equipos"Súper team"
| Clasificación por equipos | Clasificación por equipos          | Clasificación por equipos | Clasificación por equipos |
| Equipo                    | Equipo                             | Tiempo                    |                           |
| ------------------------- | ---------------------------------- | ------------------------- | ------------------------- |
| 1.º                       | Bahrain Victorious                 | 244 h 06 min 06 s         |                           |
| 2.º                       | Bora-Hansgrohe                     | + 2 min 36 s              |                           |
| 3.º                       | Intermarché-Wanty-Gobert Matériaux | + 1 h 08 min 09 s         |                           |
| 4.º                       | Ineos Grenadiers                   | + 1 h 09 min 16 s         |                           |
| 5.º                       | Astana Qazaqstan Team              | + 2 h 06 min 48 s         |                           |
| 6.º                       | Trek-Segafredo                     | + 2 h 14 min 21 s         |                           |
| 7.º                       | Jumbo-Visma                        | + 2 h 32 min 45 s         |                           |
| 8.º                       | UAE Team Emirates                  | + 3 h 06 min 21 s         |                           |
| 9.º                       | BikeExchange-Jayco                 | + 3 h 08 min 56 s         |                           |
| 10.º                      | Movistar Team                      | + 3 h 21 min 06 s         |                           |

## Abandonos
Alexander Cepeda no tomó la salida. Por su parte, Richie Porte no completó la etapa por problemas estomacales.